# Afrocayratia
Afrocayratia is een geslacht uit de wijnstokfamilie (Vitaceae). De soorten komen voor in tropisch en zuidelijk Afrika, in het zuidwesten van het Arabisch schiereiland en op de eilanden Mayotte en Madagaskar.

## Soorten
- Afrocayratia debilis (Baker) J.Wen & L.M.Lu
- Afrocayratia delicatula (Willems) J.Wen & Z.D.Chen
- Afrocayratia gracilis (Guill. & Perr.) J.Wen & Z.D.Chen
- Afrocayratia ibuensis (Hook.f.) J.Wen & V.C.Dang
- Afrocayratia imerinensis (Baker) J.Wen & L.M.Lu
- Afrocayratia longiflora (Desc.) J.Wen & Rabarij.
- Afrocayratia triternata (Baker) J.Wen & Rabarij.

... · 
Ampelocissus · 
Ampelopsis · 
Cissus · 
Parthenocissus (Wilde wingerd) · 
Rhoicissus · 
Tetrastigma · 
Vitis · 
...